# Duungooma
Le duungooma est une langue mandée du groupe des langues duun et est parlée au Mali.

## Écriture
| a | b | c | d | e | ɛ | f | g | gb | h | i | j | k | kp | l | m | n | ɲ | ŋ | ŋm | o | ɔ | p | r | s | sh | t | u | v | w | x | y | z | zh |

Lorsqu’ils sont indiqués sur quelques mots pour éviter les ambigüités, les tons sont représentés à l’aide de diacritiques sur la voyelle :
- le ton bas avec l’accent grave ;
- le ton moyen sans accent ;
- le ton haut avec l’accent aigu.

## Sources
- Jacqueline Eenkhoorn-Pilon, Ibrahima Sogodogo et Djakalia Sogodogo, Lisons le duungooma, Société internationale de linguistique, 2011, 2e éd. (1re éd. 2001) (présentation en ligne, lire en ligne)
- Jacques Leclerc, « Mali », sur L’aménagement linguistique dans le monde, 2018 (consulté le 12 juin 2020)